# こまくさ道路

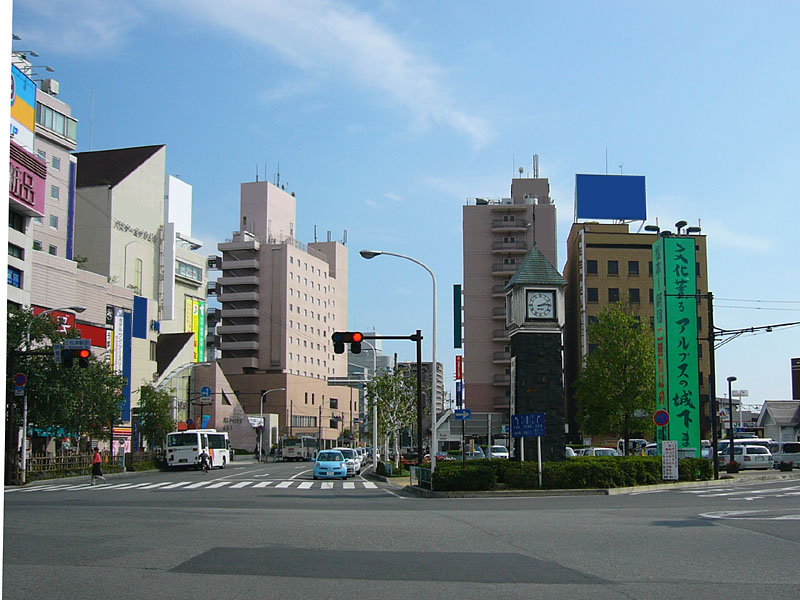
左半分の道がしらかば大通り

こまくさ道路（こまくさどうろ）は、長野県松本市深志の松本駅から北進し蟻ケ崎、桐を経由し浅間温泉でやまびこ道路と接続する道路。正式名称は松本市道市道1223号線。松本駅周辺の区間はしらかば大通り、松本駅から蟻ケ崎までの区間は今町通り、大手大通りと呼ばれることがある。

## 特徴
松本市の中心市街地の西端と北端を通る道路で、中心市街地を迂回するように通っている。松本駅前交差点と中央1丁目交差点の間は国道143号と重複していることもあって渋滞が激しいが、松本駅の南側は交通量が全区間で最も少ない。しらかば大通りとも呼ばれる区間には歩道の脇に白樺が植えられている。しらかば大通りはアルピコ交通本社〜松本バスターミナルの間のバスの回送経路でもあるため、バス通りと呼ばれている。

## 周辺
- アルピコプラザ
- 松本バスターミナル
- 松本駅
- 富士電機専用バス停
  - 松本電鉄バスの運行する送迎バスが存在する。（運賃は、松本電鉄バス中山線の松本バスターミナル～富士電機前間と同じ200円。）
- 長野県松本蟻ヶ崎高等学校
- 塩釜神社
- 長野県松本深志高等学校
- 信州大学
- 本立寺
- 長野県松本美須々ヶ丘高等学校
- 長野県護国神社
- 長野県松本文化会館
- 浅間温泉

## 交差・接続する主な通り
- 松本駅前通り
- 公園通り
- 国道143号
- やまびこ道路